# Kondratów (gmina Męcinka)
Kondratów (niem. Konradswaldau) – wieś w Polsce, na Śląsku, położona w województwie dolnośląskim, w powiecie jaworskim, w gminie Męcinka, na Pogórzu Kaczawskim (Pogórzu Złotoryjskim) w Sudetach.

## Podział administracyjny

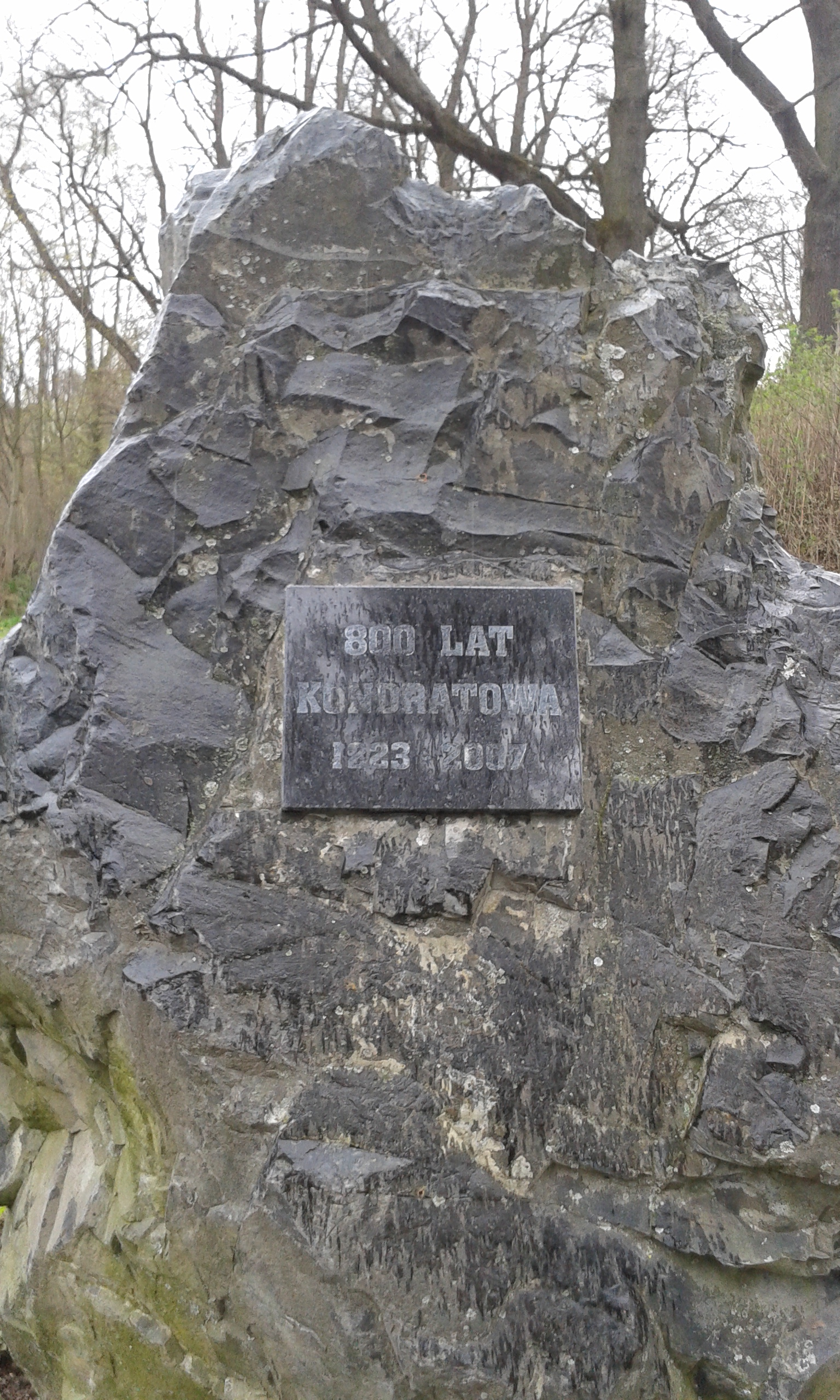
Tablica na 800-lecie Kondratowa

W latach 1975–1998 miejscowość administracyjnie należała do województwa legnickiego.

## Położenie
Wieś położona jest na Pogórzu Kaczawskim (Pogórzu Złotoryjskim), rozciągnięta na przestrzeni 4 km wzdłuż potoku Wilcza, na wysokości 290–320 m n.p.m., około 19 km na zachód od Jawora.

## Budowa geologiczna
Podłoże zbudowane jest ze staropaleozoicznych skał metamorficznych należących do metamorfiku kaczawskiego. Na północy są to fyllity, łupki serycytowe i łupki kwarcowe, na południu – zieleńce, łupki zieleńcowe. Na północ od najniższych zabudowań zalegają skały osadowe niecki północnosudeckiej, a właściwie jej wschodniego odgałęzienia – niecki Leszczyny. Są to: dolnopermskie piaskowce, zlepieńce oraz mułowce, górnopermskie (cechsztyńskie) wapienie, łupki margliste i piaskowce, dolnotriasowe piaskowce barwy czerwonej oraz górnokredowe piaskowce barwy żółtej. Utwory te przecięte są intruzjami trzeciorzędowych bazaltów, które budują wzgórza Trupień, Łysanka oraz tworzą niewielką wychodnię na wzgórzu Ziębniak. Starsze skały przykryte są różnej grubości warstwą kenozoicznych glin i gleby.

## Historia
Pierwsza wzmianka o Kondratowie pochodzi z roku 1268. Miejscowość ta figuruje jako Conradeswald (las Konrada). Od XIII wieku do roku 1810 wieś znajdowała się w posiadaniu cystersów z Lubiąża. Następnym właścicielem był Ludwik, król Bawarii. Około 1876 roku ziemie te zakupił Henrich Wilhelm von Sprenger z Małuszowa.

## Zabytki
Do wojewódzkiego rejestru zabytków wpisane są obiekty:
- kościół filialny pw. św. Jerzego, pierwotnie romański, wzmiankowany w 1311 r., wzniesiony przed 1396 r., przebudowany w XVII i XVIII wieku, restaurowany na początku XX w.[10]
- zespół pałacowy z XVI-XVIII w.
  - ruiny pałacu-zamku
  - pozostałości ogrodu